# Pritha garfieldi
Espèce
Pritha garfieldi est une espèce d'araignées aranéomorphes de la famille des Filistatidae.

## Distribution
Cette espèce est endémique de la province de Téhéran en Iran,.

## Description
Le mâle holotype mesure 2,37 mm et la femelle paratype 4,48 mm.

## Étymologie
Cette espèce est nommée en l'honneur d'Andrew Russell Garfield.

## Publication originale
- Marusik & Zamani, 2015 : Additional new species of Filistatidae (Aranei) from Iran. Arthropoda Selecta, vol. 24, no 4, p. 429-435 (texte intégral).